# État de Baroda
1719 – 1949
Entités précédentes :
- Raj britannique

Entités suivantes :
- Inde

L'État de Baroda était une principauté de l'Asie méridionale. Cet ancien État princier des Indes, dont la capitale était la ville de Baroda (l'actuelle Vadodara) intégra l'Union indienne en 1949 et fait partie aujourd'hui de l'état du Gujarat (Inde).

## Histoire
L'État de Baroda a été créé par Pilaji Rao Gaekwar (ou Gaykwad), un commandant militaire marathe qui fait la conquête de Sonagad en 1726. Installé à l'origine pour collecter les taxes au bénéfice du Peshwa du Gujarat, il acquiert son autonomie et se forge une principauté indépendante. Damaji Rao, son fils et successeur, défait les armées mogholes et s'empare de Baroda en 1734. Ses successeurs vont consolider leur pouvoir sur de larges portions du Gujarat, devenant les dirigeants les plus puissants de la région. La principauté signe un traité avec la Compagnie anglaise des Indes orientales en 1780 et devient un protectorat britannique en 1800.
Sayaji Rao III Gaekwar permit à l'intouchable Bhimrao Ramji Ambedkar de faire ses études de droit. Il est aujourd'hui reconnu comme étant l'architecte de la constitution de l'Inde moderne. Son petit-fils, Pratapsinh Rao Gaekwar lui succéda et se maintint au pouvoir jusqu'en 1949. Dernier Mahârâja régnant de Baroda il signa l'acte d'accession de la principauté de Baroda à l'union indienne.

## Liste des maharajas de Baroda
- 1731-1732 : Pilajî Râo Gâekwâr (en) († 1732)
- 1732-1768 : Damajî Râo Gâekwâr (en) († 1768)
- 1768-1778 : Sayajî Râo I Gâekwâr (en) († 1792), déposé

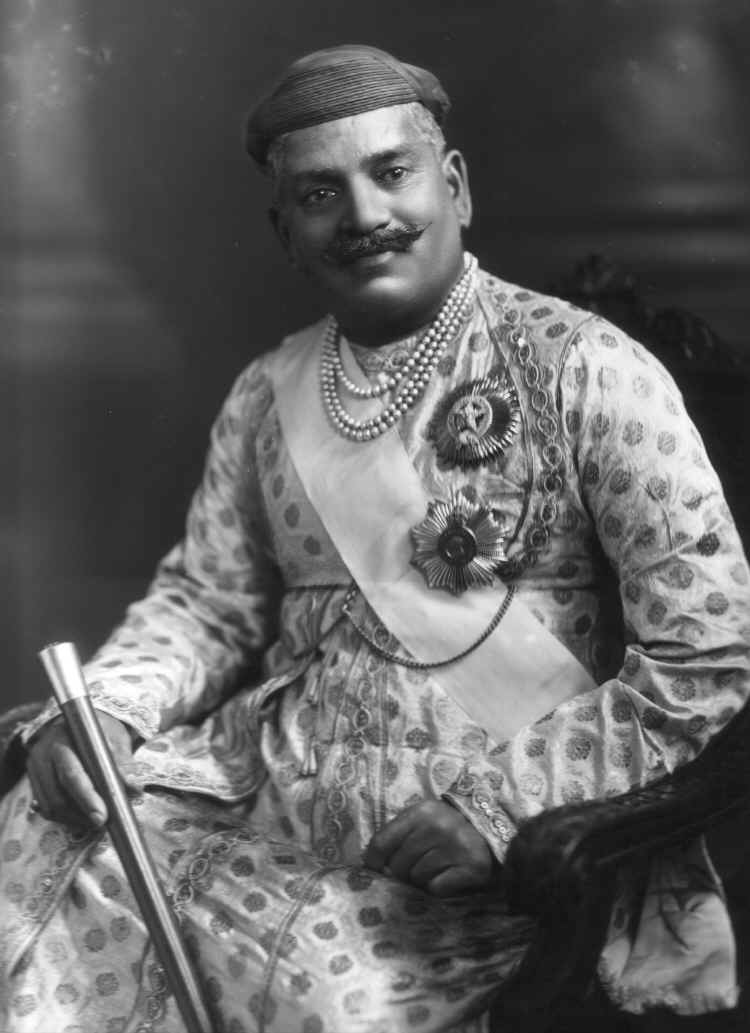
Sayaji Rao III Gaekwar

- 1778-1789 : Fateh Singh Râo Gâekwâr (en) († 1789), régent (1771-1778)
- 1789-1793 : Manaji Râo Gâekwâr (en) († 1793)
- 1793-1800 : Govind Râo Gâekwâr (en) († 1800)
- 1800-1819 : Anand Râo Gâekwâr (en) († 1819)
- 1819-1847 : Sayajî Râo II Gâekwâr (en) (1800-1847)
- 1847-1856 : Ganpat Râo Gâekwâr (en) (1816-1856)
- 1856-1870 : Khande Râo Gâekwâr (en) (1828-1870)
- 1870-1875 : Malhar Râo Gâekwâr (en) (1831-1882), déposé
- 1875-1875 : Madhav Râo Tanjochkar (en) (président du conseil de régence)
- 1875-1939 : Sayajî Râo III Gâekwâr (en) (1863-1939)
- 1939-1949 : Pratapsinh Râo Gâekwâr (en) (1908-1968)

### Chefs de la maison royale de Baroda
- 1949-1951 : Pratapsinh Râo Gâekwâr (en), déposé de son titre par un Conseil de Famille
- 1951-1988 : Fatehsinh Râo Gâekwâr (en) (1930-1988)
- 1988-2012 : Ranjitsinh Râo Gâekwâr (en) (1938-2012)
- Depuis 2012 : Samarjitsinh Gâekwâr (en) (1967- )